# Barbus kamolondoensis
Barbus kamolondoensis és una espècie de peix cipriniforme de la família dels ciprínids.

## Morfologia
Els mascles poden assolir els 9,4 cm de longitud total.

## Distribució geogràfica
Es troba al curs superior del riu Congo (Àfrica).